# ریچاردز (تگزاس)
ریچاردز (به انگلیسی: Richards) یک منطقهٔ مسکونی در ایالات متحده آمریکا است که در شهرستان گریمز، تگزاس واقع شده‌است. ریچاردز ۲۹۶ نفر جمعیت دارد.